# WASP-107b
WASP-107b是一顆距離地球約200光年的超級海王星型系外行星，在天球上位於室女座。該行星由艾希特大學的天文學家Jessica Spake領導的團隊使用哈伯太空望遠鏡發現。天文學家在該行星的大氣層中發現了氦，是在系外行星大氣層中首次發現。 

## 特性
WASP-107b距離地球約200光年，類型為氣態巨行星中的超級海王星，天球上位於室女座。WASP-107b的體積大致與木星相當，但質量只有大約木星的八分之一，因此是密度最低的系外行星之一。WASP-107b的半徑大約是木星的0.94倍，因此它的大氣層相當蓬鬆，並且母恆星是一顆中等亮度的K型恆星，使它成為大氣特徵研究的目標 。WASP-107b的軌道半徑只有水星軌道的八分之一，軌道週期只有5.7日，因此表面溫度約800 K，是已知最熱行星之一。

## 外部連結
- WASP-107 b （页面存档备份，存于） - ExoKyoto